# IJe

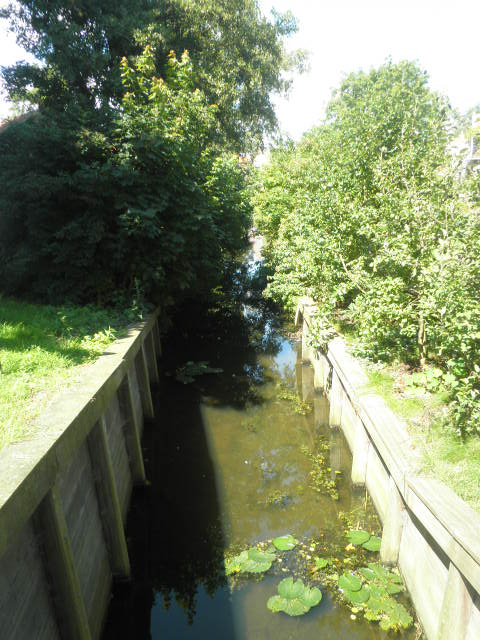
De IJe verlaat Edam

De IJe,  ook Ye, Ie of E is een afgedamd riviertje in de gemeente Edam-Volendam. Oorspronkelijk ontsprong dit riviertje ten zuiden van Oosthuizen, vormde zuidwaarts stromend de grens tussen Middelie en Warder en mondde bij Volendam uit in de Zuiderzee.
Edam (IJe-dam) is de plaats waar dit riviertje werd afgedamd. De benedenloop naar Volendam, de Voor-IJe werd als Volendammermeer ingepolderd. De bovenloop wordt tegenwoordig doorsneden door de Provinciale Weg (N247). Het deel ten westen van deze weg heet Kromme IJe. Ook in de naam Middelie (Middel-IJe) is de naam van het riviertje nog herkenbaar.  
In de lithologie van Nederland heeft de IJe  haar naam gegeven aan de "IJe Laag", die het zichtbare gevolg is van overstromingen in het Zuiderzeegebied, binnen de zogeheten Boven-Noordzee-groep.